# Колоноскопия
Колоноскопи́я (видеоколоноскопия, ВКС; фиброколоноскопия, ФКС) — медицинский эндоскопический лечебно-диагностический метод, во время которого врач осматривает и оценивает состояние внутренней поверхности толстой кишки при помощи эндоскопа. Колоноскопия даёт возможность визуально диагностировать воспалительные заболевания кишки (НЯК, болезнь Крона и другие), подслизистые и эпителиальные новообразования (полипы, опухоли), дивертикулёз.
Во время колоноскопии возможно проведение биопсии, удаления новообразований, стентирование толстой кишки, изъятие инородных предметов и некоторые иные манипуляции.
В современных условиях колоноскопия может проводиться в состоянии медикаментозного сна. Другие методы обследования толстой кишки (МРТ, КТ, «виртуальная колоноскопия», ирригоскопия, капсульная эндоскопия) не могут заменить колоноскопию по информативности.
Считается [кем?], что регулярное проведение колоноскопии с целью профилактики 1 раз в 5 лет лицам старше 40 лет (при отсутствии противопоказаний или специальных показаний) позволяет значительно снизить заболеваемость колоректальным раком (рак толстой кишки).

### Оборудование
Оборудование кабинета включает видеоколоноскоп с видеопроцессором и монитором,  электрохирургический блок, ирригационную помпу, инсуффлятор воздуха или CO2, аспиратор жидкостей.
Через колоноскоп могут быть поданы биопсийные щипцы, петли для полипэктомии, клипп-аппликатор, инъектор, ножи для проведения диссекции и многие другие инструменты.

## В России
Приказом МЗ и СР РФ от 2 июня 2010 года № 415н определено, что гастроэнтерологическое отделение или медицинская организация, имеющая в своей структуре кабинет врача-гастроэнтеролога, должны быть оснащены двумя колоноскопами с наборами для биопсии.